# 哈瑪斯之子 (紀錄片)
《哈瑪斯之子》（希伯來語：הנסיך הירוק）是一部2014年以色列、英國、德國合拍的紀錄片，由納達夫·謝爾曼（Nadav Schirman）執導。本片改編自摩薩·哈珊·約瑟夫的自傳《哈瑪斯之子：恐怖組織頭號叛徒的告白》（Son of Hamas: A Gripping Account of Terror, Betrayal, Political Intrigue, and Unthinkable Choices）。
該紀錄片獲得四個獎項。

## 登場人物
- 摩薩·哈珊·約瑟夫 飾 他自己
- Gonen Ben Yitzhak 飾 他自己
- 謝赫·哈珊·約瑟夫（英语：Hassan Yousef） 飾 他自己

## 外部連結
- 互联网电影数据库（IMDb）上《The Green Prince》的资料（英文）
- 爛番茄上《The Green Prince》的資料（英文）
- Trailer（页面存档备份，存于）